# Józef Haller

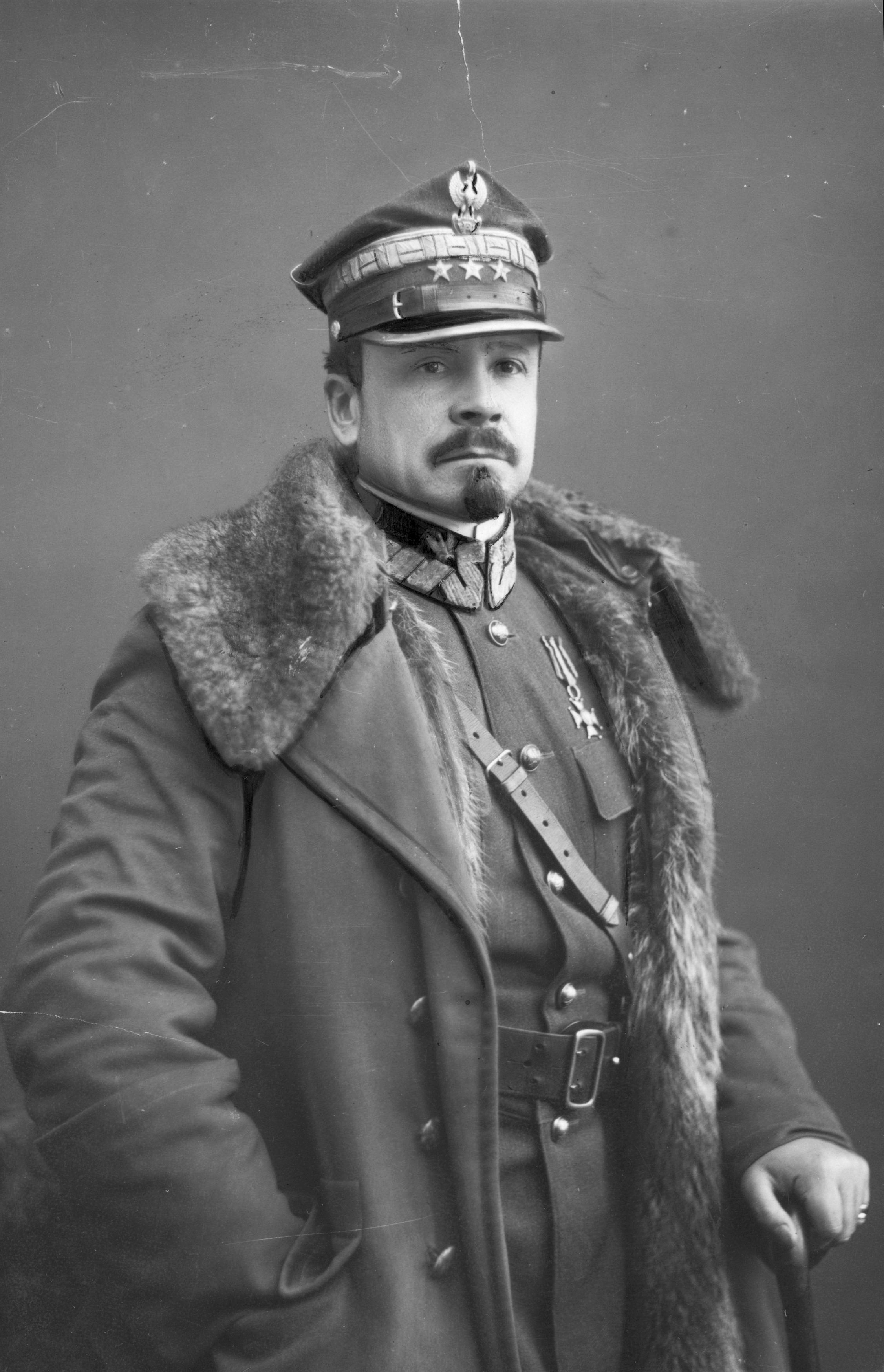
Józef Haller (vor 1939)

Józef Haller von Hallenburg (* 13. August 1873 in Jurczyce bei Krakau, Österreich-Ungarn; † 4. Juni 1960 in London) war ein General in der Zweiten Polnischen Republik.

## Leben

### Frühe Jahre und Jugend
Józef Haller entstammte der Krakauer Haller-Familie und wurde auf dem Familiengut Jurczyce bei Skawina, im damaligen Galizien als drittes Kind von Henryk Haller und seiner Gemahlin Olga geb. Treter geboren. Die streng katholische Familie (sowohl der Vater wie Jozef waren franziskanische Terziaren) hatte große Verdienste im Kampf um die polnische Unabhängigkeit: Der Vater kämpfte im Januaraufstand von 1863, der Großvater mütterlicherseits war Rittmeister der polnischen Armee 1830 und Ritter des Orden Virtuti Militari. Am 1. August 1795 wurde der Urgroßvater väterlicherseits, Martin Aloys, als österreichisch-erbländischer Edler Haller von Hallenburg vom Kaiser Franz II. geadelt. Die Familie war deutscher Herkunft: Der erste Haller, Johann, ein berühmter Verleger und Drucker (* 1467 in Rothenburg ob der Tauber, † 1525 in Krakau), kam um 1482 nach Polen und wurde Ahnherr einer langen Reihe von sehr vermögenden Kaufleuten, Gelehrten und Gutsbesitzern in Krakau und Umgebung.
Im Jahre 1882 zog die Familie nach Lemberg, wo Haller sein Studium am dortigen Deutschen Gymnasium begann. Nach der Beendigung des Studiums in Lemberg ging er nach Kaschau, wo er die Militärische Realschule besuchte, und danach nach Mährisch Weißkirchen, wo er an der Höheren Militärischen Realschule studierte. Nach der Matura nahm er das Studium an der Artilleriefakultät der Technischen Akademie in Wien auf, beendete es als Leutnant und trat 1895 in die k.u.k. Armee ein.

### In der k.u.k. Armee
Haller diente 15 Jahre, bis 1910, im 11. Artillerieregiment, das in Lemberg stationiert war. Er verließ die k.u.k. Armee als Hauptmann und erzählte später darüber in seinen Memoiren: „Ich konnte nichts mehr Neues lernen, so verließ ich die Armee, um meinem Vaterlande auf eine andere Weise zu dienen.“ Während seiner Lemberger Zeit heiratete er im Jahre 1903 Alexandra Sala. Sie bekam von ihm 1910 einen Sohn, Erik. Nach dem Abschied aus dem Heer war er in der Konsumgenossenschafts- und in der Pfadfinder-Bewegung in Galizien tätig (das bis heute geltende Abzeichen der polnischen Pfadfinder geht auf seinen Entwurf von 1913 zurück), außerdem organisierte er Arbeitskreise der Turnbewegung Sokół („Falke“), die der Nationaldemokratischen Partei nahestand.

### Im Ersten Weltkrieg

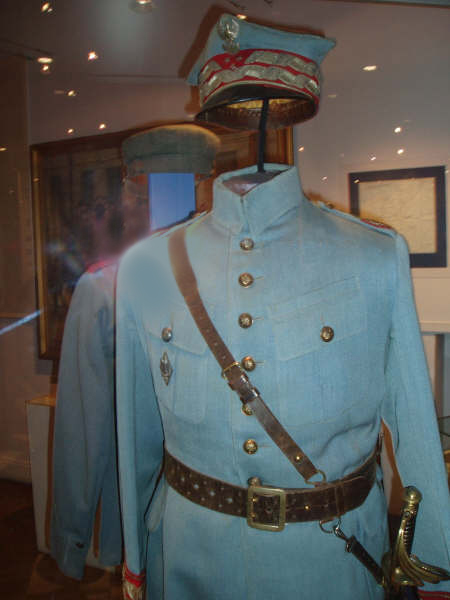
Hallers Generalsuniform als Kommandeur der Blauen Armee (Militärmuseum Warschau)

Am 27. August 1914, kurz nach dem Ausbruch des Ersten Weltkrieges, gab die k.u.k. Regierung die Bildung von Polnischen Legionen bekannt. In Lemberg sollte die sog. Ostlegion gebildet werden, wobei Haller eine energische Tätigkeit entfaltete: Es gelang ihm, aus so verschiedenen politischen Gruppierungen wie Mitgliedern der „Falkenbewegung“ (Nationaldemokraten), der Bauernbewegung und der Piłsudski-treuen „Schützenbewegung“ die ersten Bataillone zu schaffen, in denen auch Bürger Kongresspolens dienten. Die Niederlage der k.u.k. Armee im Kampf gegen die Russen führte indessen dazu, dass Ostgalizien mit Lemberg von der russischen Armee besetzt wurde. Die noch entstehende Ostlegion konnte nicht an Kampfhandlungen teilnehmen und wurde im Sommer 1914 aufgelöst. Bald wurden jedoch neue Legionen organisiert, bei denen Haller (nunmehr zum Oberstleutnant befördert), das Kommando des 3. Regiments in der 2. Brigade des Generals Graf Stanisław Szeptycki erhielt, während die legendäre 1. Brigade von Józef Piłsudski selbst befehligt wurde. Zusammen mit seiner Brigade begab sich Haller am 30. September 1914 an die Front in den Ost-Karpaten, wo die Legionäre unter sehr schweren klimatischen Bedingungen die ungarische Grenze vor dem Angriff der Russen schützten. Vom 29. September 1914 bis zum 24. Januar 1915 führte die 2. Brigade einen schweren Stellungskrieg gegen die Russen in Galizien, der mit einem Sieg der Polen in der Schlacht bei Rafajlowa am 24. Januar endete. In den aufreibenden Kämpfen war jedoch die Hälfte der Soldaten der Brigade gefallen. Am 25. Januar 1915 wurde Haller zum Oberst befördert.
Im Mai 1915 wurde Haller in einem Autounfall schwer verletzt und musste zehn Monate in einem Militärkrankenhaus verbringen. Nach der Rückkehr zu den Legionen wurde er im Juli 1916 zum Kommandeur der 2. Brigade der Legionen ernannt. Aus Protest gegen die Bestimmungen des Friedens in Brest-Litowsk (siehe: Regentschaftskönigreich Polen) durchbrach Haller mit seiner Brigade am 15. Februar 1918 die russisch-österreichische Frontlinie und vereinigte sich mit polnischen Formationen in der Ukraine, die aus ehemaligen Soldaten der Zarenarmee bestanden. Am 28. März 1918 wurde er zum Befehlshaber des 2. Polnischen Korps und sieben Tage später zum Generalmajor befördert. Die deutschen Militärbehörden sahen jedoch die Anwesenheit dieses Korps in der Ukraine als Verletzung des Friedens von Brest-Litowsk und ließen Hallers Soldaten am 10. Mai bei Kaniow angreifen. Nach verlustreichen Kämpfen (deutscherseits 1.500 und polnischerseits 1.000 Tote und Verwundete) musste das 2. Korps kapitulieren. Dem General gelang es, über Kiew nach Moskau zu fliehen, wo er den Vorsitz des Polnischen Militärkomitees übernahm.
Im Juli 1918 fuhr Haller über Murmansk nach Frankreich, wo er vom Polnischen Nationalkomitee, einer Organisation der Nationaldemokratischen Partei, den Auftrag bekam, eine polnische Armee zu organisieren. Sie bestand aus Polen, die in der französischen Armee dienten, aus polnischen Kriegsgefangenen der k.u.k. Armee und teilweise aus polnischsprachigen Freiwilligen aus den USA (22.000 Mann) und sogar Brasilien (300 Mann). Die Armee erhielt französische (blaue) Uniformen und wurde deshalb Blaue Armee genannt. Am 28. September 1918 wurde sie von den Staaten der Entente als die einzige rechtmäßige und alliierte polnische Armee anerkannt.
Ihre ersten Kampfhandlungen führte sie unter Hallers Befehl gegen die Deutschen in den Vogesen und der Champagne durch. Am Ende des Ersten Weltkrieges zählte sie 100.000 vorzüglich ausgebildete und ausgerüstete Soldaten.

### In der Zweiten Polnischen Republik (1919–1939)

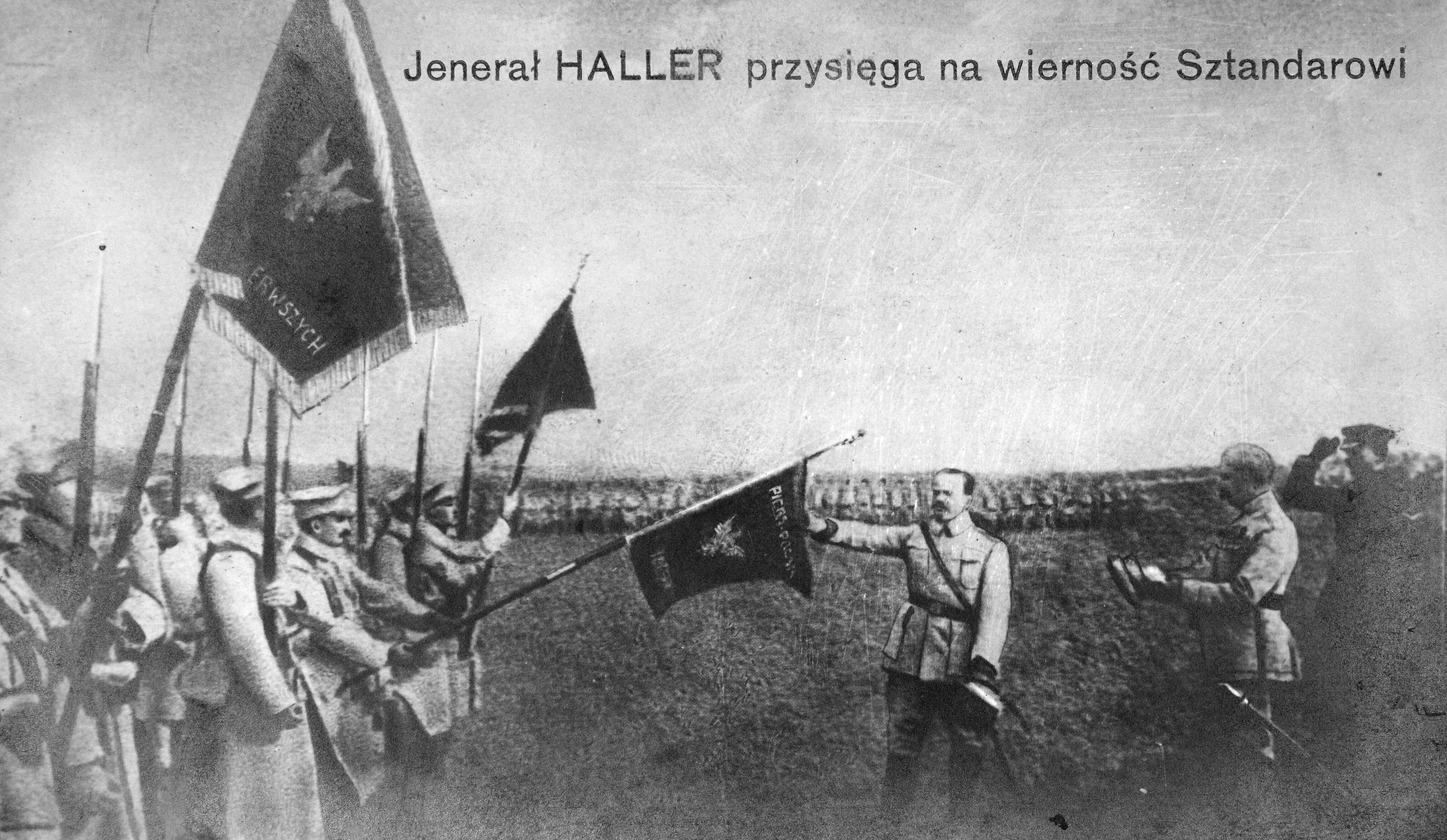
Józef Haller bei der Blauen Armee

Nach dem Ende des Krieges wurde die Blaue Armee bis Ende Juni 1919 in versiegelten Waggons mit der Eisenbahn durch Deutschland über Mainz, Erfurt, Leipzig nach Polen verbracht. Haller selbst erschien in Warschau am 21. April 1919, wurde von der Bevölkerung enthusiastisch begrüßt und vom Magistrat der Stadt Warschau zum Ehrenbürger ernannt. Polen befand sich damals im Krieg gegen die Ukraine, es ging u. a. um den Besitz der Stadt Lemberg und weiterer Gebiete, die eine starke polnische Minderheit und oft, wie Lemberg, eine Mehrheit hatten.
1919 bis 1920 überwachte Haller mit seinen Truppen die Übergabe des Polnischen Korridors und einiger Teile von Westpreußen an Polen gemäß den Bestimmungen des Versailler Vertrags. Um diese Zeit wurde er zum vollen General (Drei-Sterne-General) befördert. Am 10. Februar 1920 in Putzig war er die Hauptperson der feierlichen Zeremonie der „Vermählung Polens mit dem Meer“: Unter Anwesenheit von hohen Staatsdignitären warf er einen goldenen Ring mit dem polnischen Staatswappen ins Meer. Noch 1920 erwarb der polnische Offizier Henryk Bagiński am Nordzipfel der Woiwodschaft Pommerellen an der Ostsee zwanzig Hektar Wald auf den Fluren von Großendorf und gründete dort eine Siedlung, die er zu Ehren General Hallers Hallerowo nannte. Haller selbst erwarb im gleichen Jahr Teile der Ortschaft, die zu einem Ausflugsziel wurde.
Seit 1919 tobte auch der Polnisch-Sowjetische Krieg. Haller wurde zum Generalinspekteur der Freiwilligenarmee ernannt, die er vorzüglich organisieren konnte. Während der Schlacht bei Warschau standen seine Truppen im Vorfeld der polnischen Hauptstadt. Am Ende des Kriegs war er Kommandeur der Nordostfront.
Die nachfolgende Karriere Hallers in der Armee war eher kurz und dauerte nur bis 1926: Bis zu diesem Jahr war er Generalinspekteur der Artillerie und wurde nach dem Maiputsch des Józef Piłsudski vom Mai 1926 in den Ruhestand versetzt, da er sich auf die Seite der gestürzten Regierung gestellt hatte. Er war ab 1921 Vorsitzender des Bundes der Polnischen Pfadfinder und bis 1927 Abgeordneter im Sejm auf der Liste der Christdemokraten. Als Ruheständler bewirtschaftete er sein Gut Gorzuchowo bei Chełmno und hielt sich eine Zeitlang von der Politik fern, bis er sich 1936 an die Spitze der um Ignacy Paderewski gruppierten Opposition (Front von Morges) gegen das Post-Piłsudski-Regime in Polen stellte. 1937 wurde er Vorsitzender der neuen christdemokratischen Partei der Arbeit.

### Zweiter Weltkrieg und Nachkriegszeit

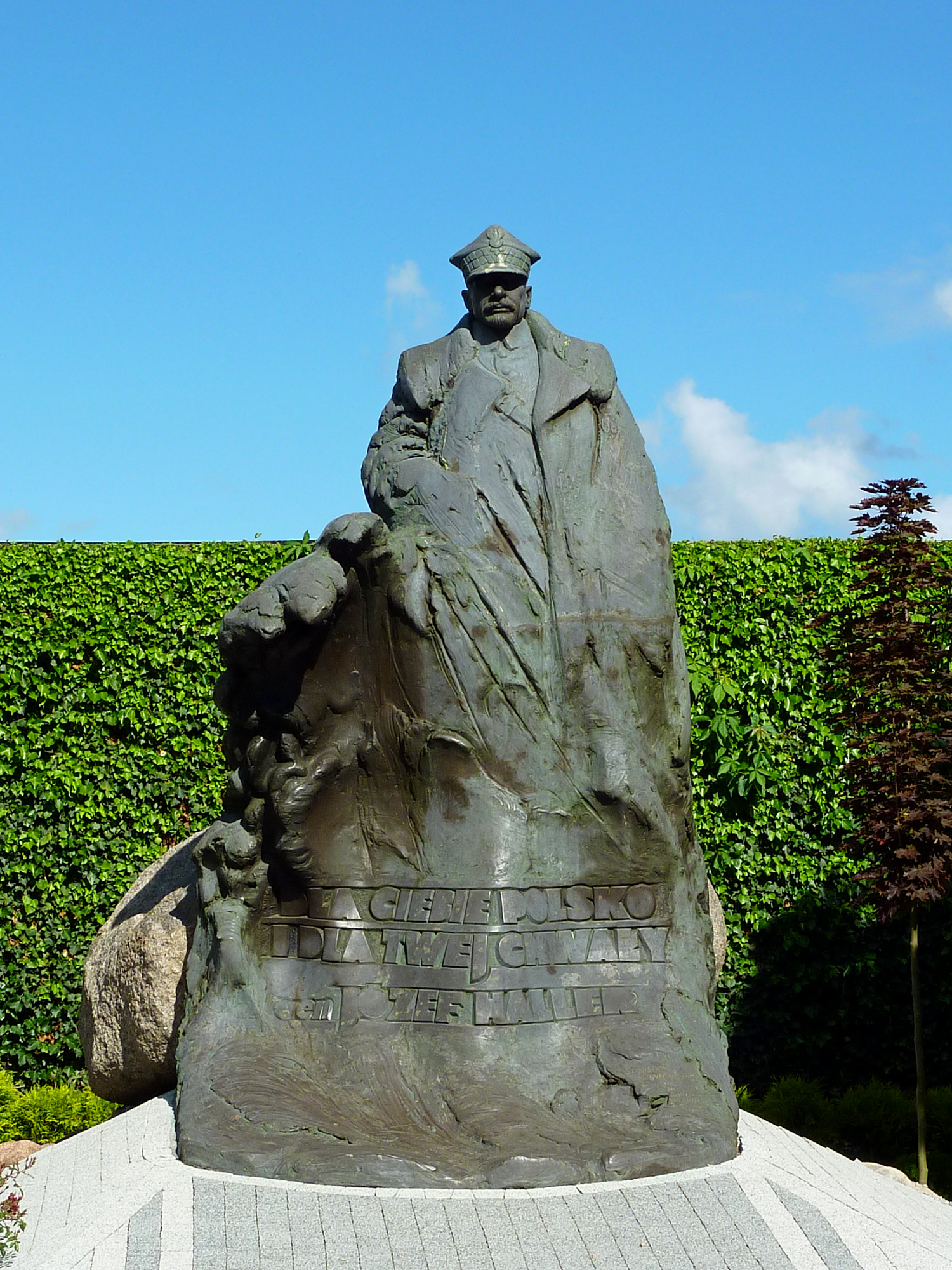
Denkmal für Józef Haller von Hallenburg, geschaffen von Stanisław Szwechowicz, aufgestellt 1993 in Großendorf (Władysławowo), im Gebiet des Polnischen Korridors in der polnischen Woiwodschaft Pommern

Nach dem Ausbruch des Zweiten Weltkrieges entkam Haller über Rumänien nach Frankreich, wo er sich zur Verfügung des neuen Chefs der polnischen Exilregierung, Władysław Sikorski, stellte, aber nur zum Minister ohne Arbeitsbereich ernannt wurde. 1940, nach der Niederlage Frankreichs, begab er sich nach London, wo er bis 1943 die Stellung eines Kultusministers in Sikorskis Exilregierung hatte.
Nach dem Ende des Kriegs blieb Haller in London und starb dort im Jahre 1960 im Alter von 87 Jahren. Mit der Politik der polnischen Exilkreise beschäftigte er sich nicht. Er wurde auf dem Friedhof Gunnersbury in London begraben. Am 23. April 1993 wurde die Urne mit seiner Asche nach Krakau überführt und in der Krypta der Garnisonkirche zur Heiligen Agnes bestattet.
In Hallers ehemaligem Sommerhaus „Hallerówka“ im Ostseebad Hallerowo, heute Teil der Stadt Władysławowo, wurde 1990 eine Gedenkstätte für den General und seine „Blaue Armee“ eingerichtet.

### Auszeichnungen
Haller war Ritter des Ordens vom Weißen Adler, des Ordens Virtuti Militari und Kommandeur des Ordens Polonia Restituta, sowie der Ehrenlegion. Er erhielt viermal das polnische Kreuz der Tapferen, die Militär-Verdienstmedaille (Österreich), das Freiheitskreuz 2. Klasse (Estland), das Croix de guerre, den Orden der Krone von Italien 2. Klasse und den St.-Sava-Orden (Jugoslawien).